# Cascina Corte Regina
La cascina Corte Regina è una cascina di Milano, situata in via Rottole 70.

## Storia
La cascina è tra i più antichi esempi di architettura rurale del milanese: risalente al XII secolo, la cascina prende il nome dall'antica località di Corte Regina, un tempo chiamata Rottole, antico toponimo di origina longobarda probabilmente derivato dal re longobardo Rotari ed è situata nell'antico complesso che comprende anche l'antica chiesa dei Santi Magi in Corte Regina.
Oltre alla chiesa sono presenti alcuni edifici rurali a uno o due piani. All'ingresso della cascina è presente un piccolo portico mentre compresa del complesso architettonico è situata un'edicola avente al suo interno un dipinto sacro rappresentante un'Annunciazione. Nel XV secolo fu realizzato un piccolo lazzaretto che venne abbandonato in seguito alla realizzazione del Lazzaretto di Porta Orientale.
La chiesa dei Santi Magi in Corte Regina fu realizzata nel 1352 per volontà di Regina della Scala, consorte di Bernabò Visconti. Originariamente era dedicata ai Re Magi, nel XVII secolo l'edificio religioso venne dedicato alla Natività di Maria. Nel 1790 fu sconsacrata e convertita in magazzino diventando poi abitazione per contadini.